# Parque Batlle
Parque Batlle es un barrio de la ciudad de Montevideo, Uruguay. Su nombre hace referencia al parque José Batlle y Ordóñez, ubicado en el mismo. 

## Características

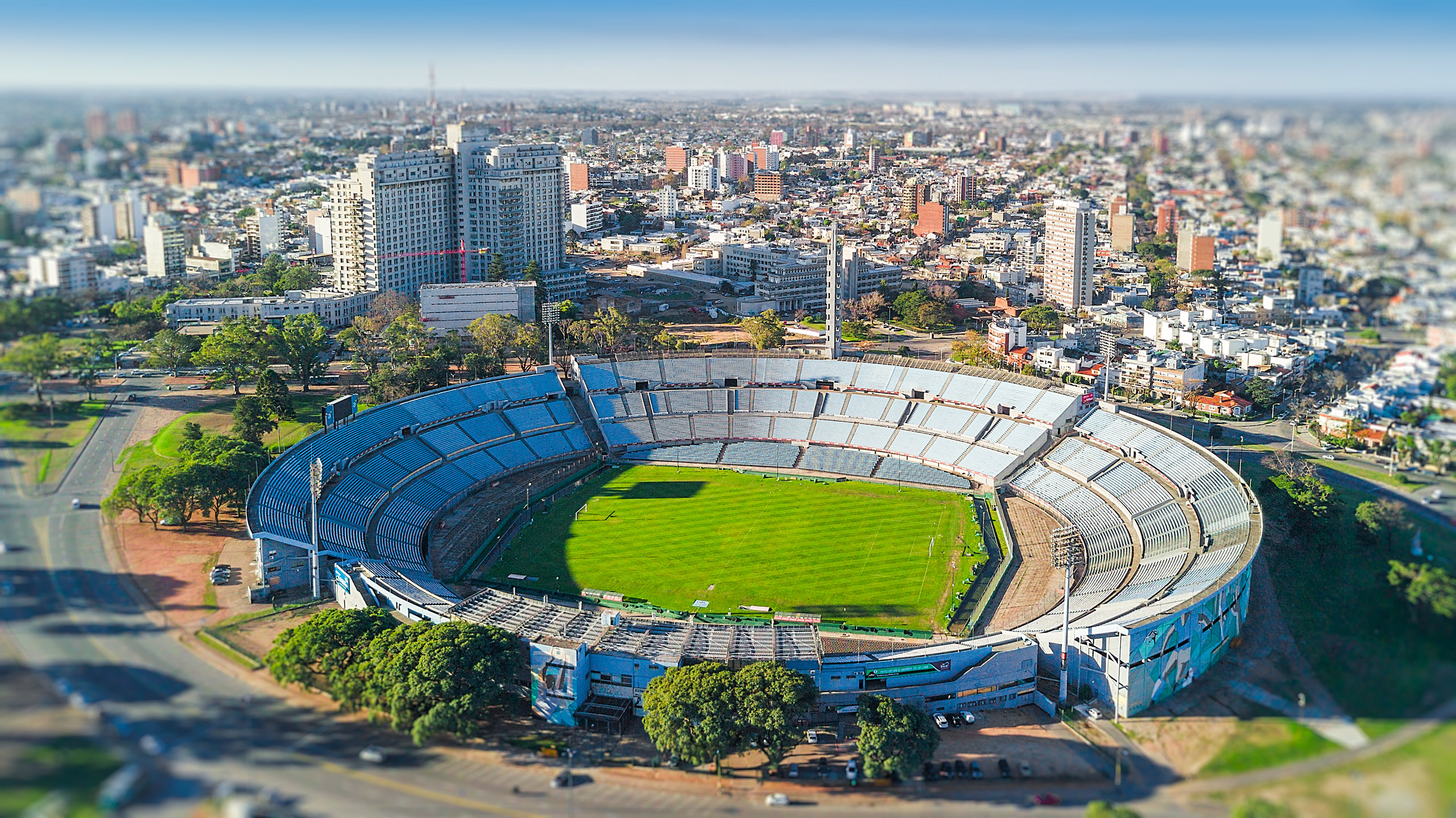
Imagen del Estadio Centenario.

Allí se encuentran el Estadio Centenario, el Estadio Parque Luis Méndez Piana, el Estadio Parque Palermo, la Pista de Atletismo Darwin Piñeyrúa y el Velódromo Municipal. 
El parque es un lugar ideal para pasear, hacer caminatas o ejercicio y disfrutar del aire puro que proporciona la zona arbolada. Cerca del Estadio Centenario se encuentra el monumento La carreta, obra de José Belloni.
El actual Parque Batlle incluye cuatro antiguos barrios: Belgrano, Italiano, Villa Dolores y Parque Batlle propiamente dicho. Se extiende al sur de la avenida Italia y al norte de la avenida Rivera. Linda con los barrios La Blanqueada, Tres Cruces, Pocitos y Buceo. Con frente a la avenida Rivera se encuentra el Parque Zoológico Dolores Pereira de Rossell, conocido como Villa Dolores, viejo nombre del barrio en su entorno.
A través de los años se llamó Campo del Chivero, Parque de los Aliados y finalmente Parque Batlle.